# Västlig filippindvärguv
Västlig filippindvärguv (Otus nigrorum) är en fåtalig fågel i familjen ugglor inom ordningen ugglefåglar, förekommande på två öar i Filippinerna.

## Utseende
Västlig filippindvärguv är en relativt liten dvärguv, endast 23–24 centimeter lång, med kraftigt rostfärgad huvud och hals, vit undersida och tydliga örontofsar. Nordlig filippindvärguv är större, med större och mer befjädrade fötter samt med ett tydligt blekt streck på skapularerna. Sydlig filippindvärguv är brunare under och på övre delen av huvudet.

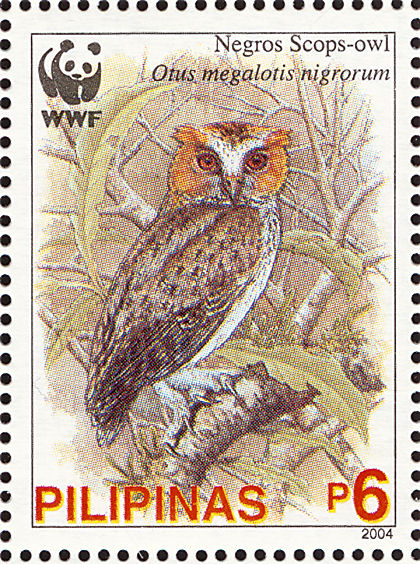
Filippinskt frimärke med västlig filippindvärguv på.

## Utbredning och systematik
Arten återfinns på Negros och Panay i Filippinerna. Tidigare betraktades västlig filippindvärguv, sydlig filippindvärguv (Otus everetti) och nordlig filippindvärguv (O. megalotis) som en och samma art under det vetenskapliga namnet Otus megalotis. Efter studier från 2011 urskiljs de numera som egna arter. Negrosdvärguven behandlas som monotypisk, det vill säga att den inte delas in i några underarter.

## Ekologi
Mycket lite är känt om artens levnadssätt. Den förekommer både i bergsskogar, fuktiga lågländer och i skogsområden påverkade av människor. Den tros leva av insekter och andra ryggradslösa djur.

## Status och hot
Världspopulationen tros bestå av inte fler än 1.000 vuxna individer på vardera ö. Den är ovanligare i sitt utbredningsområde än sydlig filippindvärguv och nordlig filippindvärguv i sina. Den tros också minska i antal på grund av habitatförstörelse. IUCN därför kategoriserar arten som sårbar.